# Lehrte (stacja kolejowa)
Lehrte (niem: Bahnhof Lehrte) – stacja kolejowa w Lehrte, w kraju związkowym Dolna Saksonia, w Niemczech. Jest ważnym, towarowym węzłem kolejowym na osi północ-południe i wschód-zachód w Niemczech.
Według klasyfikacji Deutsche Bahn ma kategorię 3.

## Dworzec pasażerski
Lehrte jest ważnym węzłem ruchu w Großraum-Verkehr Hannover (GVH) z połączeniem do S-Bahn w Hanowerze. Zatrzymują się tutaj pociągi kilku kategorii do lub z Bielefeld, Brunszwiku, Celle, Hanoweru, Hildesheim, Wolfsburga i Rheine.